# Dorso digitale
Un dorso digitale è un dispositivo che si applica al dorso di una macchina fotografica (tipicamente una macchina fotografica medio formato o di grande formato) al posto del dorso (o magazzino) porta-pellicola e contiene un sensore d'immagine elettronico.
Ciò permette - su una macchina fotografica che ne consenta l'installazione - di scattare fotografie sia su pellicola sia in formato digitale, a seconda delle preferenze. L'applicazione del dorso digitale non è definitiva e il passaggio dal dorso digitale al dorso porta-pellicola è effettuabile in pochi secondi per mezzo di un pulsante di sblocco.
Offrono grandi prestazioni in termini di qualità di immagine, con risoluzioni che vanno da 40 a 80 Megapixel e una gamma dinamica molto più estesa rispetto a quella delle normali reflex 35mm anche full frame.
I dorsi digitali sono riservati alla fascia professionale, poiché i costi variano da 5.000 euro fino a oltre 30.000 euro.